# 薩萊克拉卡爾薩旺縣
薩萊克拉卡爾薩旺縣是印度的一個縣，位於該國東部，由賈坎德邦負責管轄，面積2,725平方公里，每年平均降雨量1,350毫米，識字率為68.85%，2011年人口1,063,458，人口密度每平方公里390人。

## 外部連結
- Seraikela-Kharsawan district website（页面存档备份，存于）
- （页面存档备份，存于）

22°42′00″N 85°55′12″E / 22.70000°N 85.92000°E